# Mandvi
Mandvi est une ville de l’Inde, dans le district de Katch, avec un port sur la côte septentrionale du golfe de Katch, à 48 kilomètres au sud de Bhoudj, environ 50 000 habitants (2011). 

## Histoire
Cette ville était connue pour son commerce avec l’Arabie. C'était un port sûr et commode d’où l’on exportait principalement du beurre, des grains et du coton. Cette ville eut beaucoup a souffrir du tremblement de terre du 16 juin 1819.

## Source
« Mandvi », dans Pierre Larousse, Grand dictionnaire universel du XIXe siècle, Paris, Administration du grand dictionnaire universel, 15 vol., 1863-1890 [détail des éditions].